# Escândalo de espionagem Austrália-Timor-Leste

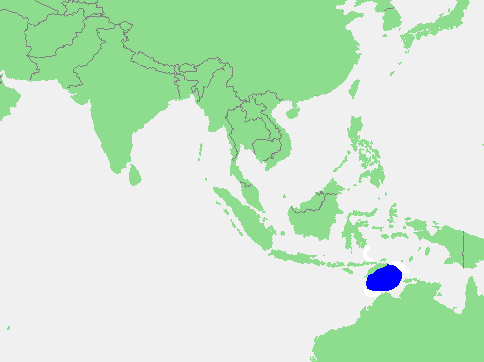
O Mar de Timor (azul) é uma rica fonte de petróleo e gás natural

O escândalo de espionagem Austrália-Timor-Leste começou em 2004 quanto o Australian Secret Intelligence Service (ASIS) colocou instrumentos de microscopia em gabinetes governamentais de Timor-Leste, com o intuito de recolher informação relacionada com as negociações relativas ao Tratado do Mar de Timor, que regulamenta a partilha de recursos energéticos entre a Austrália e Timor-Leste.
Em março de 2014, o Tribunal Internacional de Justiça (ICJ) ordenou à Austrália a cessação de todas as atividades de espionagem em Timor-Leste.